# Інок
Інок (рум. Inoc) — село у повіті Алба в Румунії. Входить до складу комуни Уніря.
Село розташоване на відстані 281 км на північний захід від Бухареста, 37 км на північний схід від Алба-Юлії, 45 км на південь від Клуж-Напоки.

## Населення
За даними перепису населення 2002 року у селі проживали 273 особи.
Національний склад населення села:
| Національність | Кількість осіб | Відсоток |
| -------------- | -------------- | -------- |
| румуни         | 263            | 96,3%    |
| цигани         | 6              | 2,2%     |

Рідною мовою назвали:
| Мова      | Кількість осіб | Відсоток |
| --------- | -------------- | -------- |
| румунська | 267            | 97,8%    |
| циганська | 6              | 2,2%     |